# 크리스탈 펩시

로고

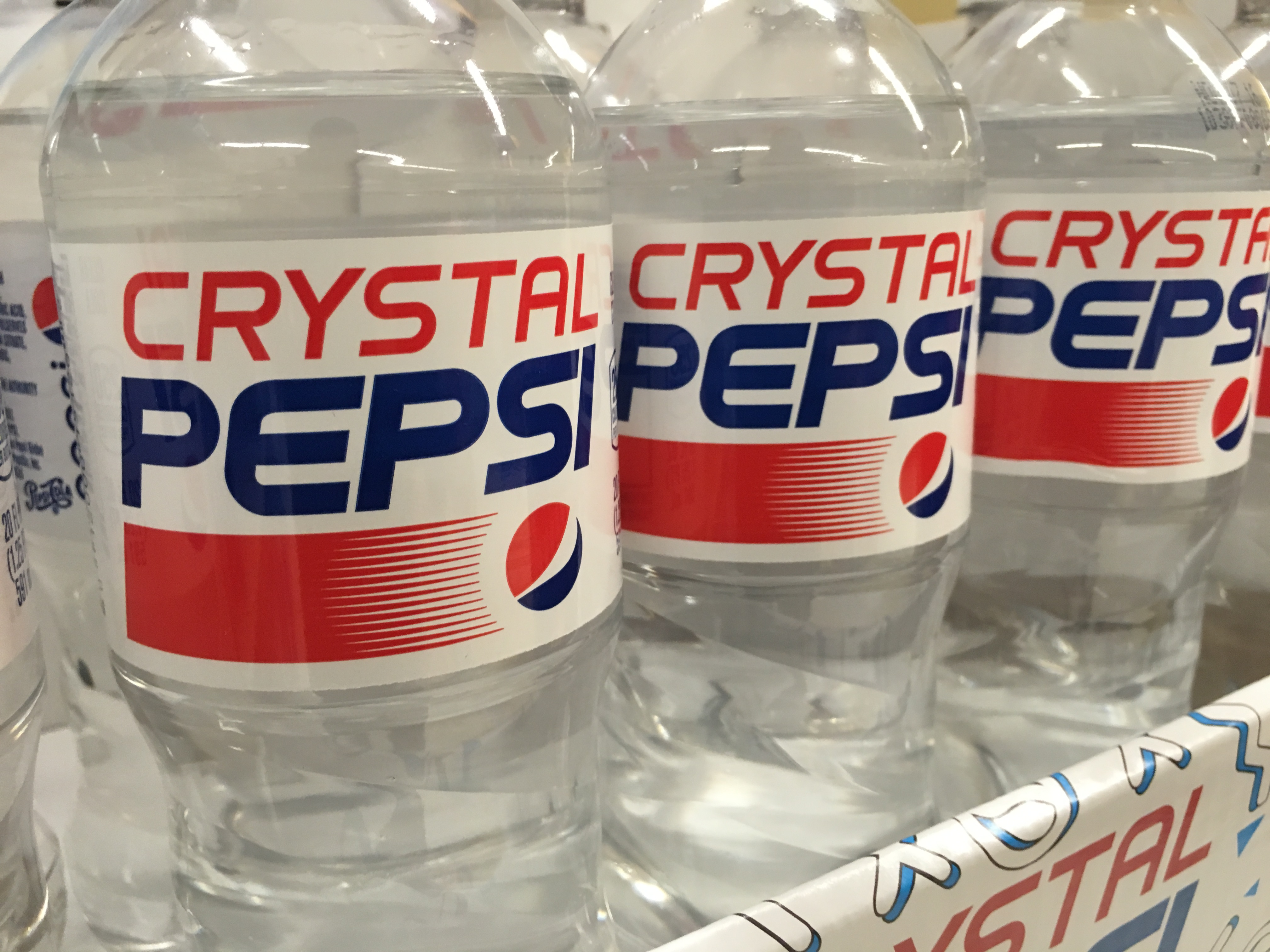
2016년 미국에서 판매 중인 20온스(570그램)

크리스탈 펩시(Crystal Pepsi)는 펩시코(PepsiCo)가 만든 콜라 청량 음료였다. 1992년부터 1994년까지 미국과 캐나다에서 처음 출시되었다. 온라인 풀뿌리 부흥 노력으로 인해 2010년대 중반에 걸쳐 짧은 재출시가 이루어졌다. 영국과 호주에서는 잠시 판매되었다.
캐러멜색이 없어 표준 펩시와 유사하여 "산성" 맛이 덜한 것으로 알려졌다.

## 같이 보기
- 뉴코크